# Lado a Lado
Lado a Lado este o telenovelă braziliană din 2012-2013. 
Este povestea a două femei, Laura (descendentă a unei familii aristocrate) și Isabel (fiica unui fost sclav), din perioada 1904 - 1911. Ele luptă pentru dragoste, emanciparea femeilor și igualdade rasială în secolul al XX-lea.

## Distribuție
| Actor               | Caracter             |
| ------------------- | -------------------- |
| Marjorie Estiano    | Laura Assunção       |
| Camila Pitanga      | Isabel Nascimento    |
| Lázaro Ramos        | Zé Maria dos Santos  |
| Thiago Fragoso      | Edgar Vieira         |
| Patrícia Pillar     | Constância Assunção  |
| Werner Schünemann   | Dr. Alberto Assunção |
| Alessandra Negrini  | Catarina Ribeiro     |
| Sheron Menezzes     | Berenice             |
| Maria Padilha       | Diva Celeste         |
| Milton Gonçalves    | Seu Afonso           |
| Isabela Garcia      | Celinha              |
| Tuca Andrada        | Frederico Martins    |
| Maria Clara Gueiros | Neusinha             |
| Caio Blat           | Fernando Vieira      |
| Cássio Gabus Mendes | Bonifácio Vieira     |
| Bia Seidl           | Margarida Vieira     |
| Paulo Betti         | Mário Cavalcante     |
| Klebber Toledo      | Umberto              |
| Daniel Dalcin       | Teodoro              |
| Emílio de Mello     | Caio Guerra          |
| Christiana Guinle   | Carlota Passos       |
| André Arteche       | Luciano              |
| Zezeh Barbosa       | Jurema               |
| Marcello Melo       | Caniço               |
| Claudio Tovar       | Padre Olegário       |
| Susana Ribeiro      | Tereza Praxedes      |
| Guilherme Piva      | Delegado Praxedes    |
| Débora Duarte       | Eulália Praxedes     |
| Priscila Sol        | Sandra Praxedes      |
| Álamo Facó          | Quequé               |
| George Sauma        | Jonas                |
| Rui Ricardo Dias    | Percival             |
| Tião D'Ávila        | Isidoro              |
| Juliane Araújo      | Alice Passos         |
| Romis Ferreira      | Luiz Neto            |
| Laís Vieira         | Etelvina             |
| Jurema Reis         | Gilda                |

## Premii
Premiul Emmy 2013:
- Cea mai bună  Telenovelele

Premiul Extra 2013:
- Cel mai bune Costum - Beth Filipecki

Premiul CEAP 2013 (Centro de Articulação de Populações Marginalizadas):
- Vehicul de comunicare pentru persoanele marginalizate

Premiul TV Press 2012:
- Cel mai bun autor al telenovelei - João Ximenes Braga și Cláudia Lage
- Cea mai bună Fotografie - Walter Carvalho

Premiul CPG 2012:
- Cea mai bună Scenografie
- Cel mai bun Costum - Beth Filipecki

Premiul Noveleiros 2012:
- Cel mai bun cuplu al anului (telenovelă) - Laura (Marjorie Estiano) și Edgar (Thiago Fragoso)[18]

### Nominalizarile
Premiul Melhores do Ano - UOL (2013):
- Cea mai bună actriță in rol principal (Marjorie Estiano și Patrícia Pillar)
- Cea mai bună Telenovelele - Lado a Lado
- Cel mai bun actor în rol principal - Lázaro Ramos

Premiul Extra: 
- Cea mai bună Telenovelele
- Cel mai bun actor în rol principal (Thiago Fragoso și Lázaro Ramos)
- Cea mai bună actriță in rol secundar (Patrícia Pillar)
- Cel mai bun Machiaj

Premiul Contigo:
- Cea mai bună Telenovelele
- Cea mai bună actriță în rol principal (Marjorie Estiano)
- Cel mai bun actor în rol principal (Thiago Fragoso)
- Cel mai bun actor în rol copil (Cauê Campos)
- Cel mai bun autor al telenovelei - João Ximenes Braga și Cláudia Lage
- Cel mai bun regizor (Dennis Carvalho)

Premiul Quem: 
- Cel mai bun actor în rol principal (Thiago Fragoso)

#### Recunoașterea
- Cel mai bun cuplu romantic din 2012, Laura și Edgar, potrivit critic revistei Minha Novela.[24]
- Succesul de caracter Laura a condus la publicarea cărții Laura, o istorie alternativă a tinerilor feministe, de către Biblioteca 24 Horas.[25]